# Hospital de En Bou
El Hospital de En Bou es un hospital valenciano de gestión privada, fundado en el siglo XIV en la ciudad de Valencia, y desaparecido en el siglo XIX. Fue fundado por un empresario valenciano medieval llamado Pere Bou. Este mercader, nacido entre 1320 y 1330, aparece en los protocolos notariales y resto de documentación archivística valenciana durante las décadas comprendidas entre los años 1360 y 1380, como un especier o bien, como un apotecari, actividad que se encuentra en el origen de la actual profesión farmacéutica. La razón por la que este especier se convirtió a finales del siglo en un mercader acaudalado, sigue siendo en la actualidad un absoluto misterio, aunque algún investigador ha sugerido que, la peste y las guerras que asolaron las tierras valencianas en la segunda mitad del siglo XIV, pudieron tener algo que ver con las rentas de uno de los engranajes sanitarios del medievo. Como si de algún modo, quisiera devolver a la salud, lo que su carencia colectiva le había proporcionado, levantó en Valencia un hospital sufragándolo por entero, y lo equipó adecuadamente para su mantenimiento. Desde su construcción, y durante casi cinco siglos, se conoció como el Hospital de En Bou.

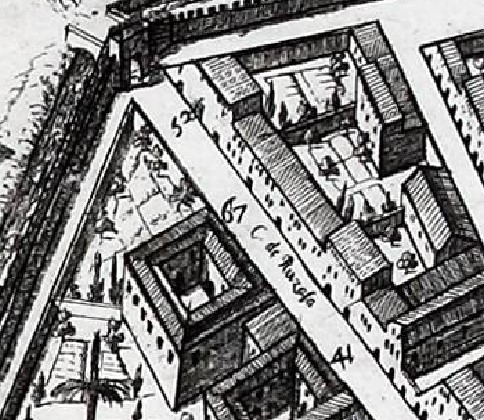

En febrero de 1395, el centro sanitario ya se cita expresamente en un documento de empadronamiento: “Portal de Ruçaffa, prop l'espital d'en Pere Bou”. Por tanto, no hay ninguna duda en que el Hospital d’En Bou se construyó en todo caso con antelación a 1399 -fecha señalada equivocadamente en muchas referencias-, e, incluso, a 1396 -fecha apuntada por Pasqual Esclapers de Guilló, en su “Resumen Historial de la ciudad de Valencia” (1738). De hecho, en buena lógica deductiva, es, obviamente, anterior a febrero de 1395, en tanto que, en esa fecha, ya se menciona como construido.
En relación con su destino, tradicionalmente se ha considerado que estaba reservado a los pescadores enfermos. El origen moderno del consenso acerca de ese destino específico que tenía este hospital, se remonta al religioso e investigador valenciano del siglo XVIII, Josep Teixedor i Trilles. Los estudiosos posteriores, se han visto influidos por ello. Así, en la tesis  de Mercedes Gallent Marco, de la Universitat de Valencia “Problemas fundamentales en torno a la historia de la sanidad medieval en la península ibérica.” , señala que: “A lo largo del siglo XIV, siguieron fundándose nuevos hospitales, bien debido a la iniciativa particular (En Clapers, Beguins, En Soler; En Conill y En Bou, que acogía a los pescadores enfermos), bien debido a la (…)” En el mismo sentido José Montalvo en “Diccionario de Historia Medieval del Reino de Valencia”, Tomo II, pág.441 Biblioteca Valenciana, Colección Historia/Estudios, Generalitat Valenciana, València 2002. De acuerdo con las últimas investigaciones, existe una conexión entre el atribuido destino a pescadores enfermos, con las concesiones de explotación de la Albufera y del terç del delme del peix del mar, cuyo concesionario de su explotación económica, era el propio Pere Bou, fundador del hospital. En íntima relación también con este destino para pescadores enfermos, se debe considerar también otra circunstancia de carácter toponímico. La calle paralela al hospital -coincidente con la actual Calle Ribera de València-, es decir, apenas a unos metros del centro asistencial que creó el apotecari, recibió durante muchos años el nombre de Carrer Nou de Peixcadors, y como tal, puede todavía observarse en el Plano del Padre Tosca de 1704.
Por lo que respecta a su localización, el centro sanitario se situaba a escasos metros del desaparecido Portal de Russafa, uno de los accesos abiertos en la muralla de la ciudad de Valencia. Concretamente, el edificio hospitalario se alzaba en el actual Pasaje de Ruzafa, a escasa distancia de la esquina que cruza con la Calle Colón.
Si se comparan el plano de la ciudad de Valencia realizados por Tosca (1704, y su versión de 1738) con el realizado por Antonio Mancelli (1608), se podría deducir en un principio que, en 1399, se trataba de un edificio de planta rectangular, con aproximadamente una superficie comprendida entre los 180 y los 200 m² para la planta, y como es más que probable que dispusiera de dos pisos o plantas, esa superficie habría que multiplicarla por dos. Contaría con un pequeño huerto colindante, aplicado a proporcionar cierto grado de autoabastecimiento al sanatorio, tanto de víveres, como de plantas medicinales. Con el transcurso de los años y las distintas generaciones de herederos de la familia Bou, el hospital habría ido ampliándose. Así, en ese caso, se incorporarían dos naves laterales y una tercera paralela a la nave original, lo que terminó por perfilar un edificio de planta cuadrangular con un pequeño claustro central, tal y como aparece en el Plano de Tosca. Sin embargo, interesa subrayar que este razonamiento se basa exclusivamente en la comparación de los planos citados, por lo que conlleva dar por supuesto que, los dibujos de los edificios –en especial en el de Mancelli-, eran los correctos. Así que, también podría haber sucedido algo bien distinto, y si el dibujo de Mancelli no fuera una reproducción fiel, el Hospital habría sido concebido desde un principio como aparece en el plano de Tosca, esto es, un edificio cuadrangular, con un claustro en el centro. De hecho, ese era el modelo usado en otros hospitales contemporáneos a él, como en el d’En Clapers, que contaba con también con un claustro central.
En lo que se refiere a su distribución y aspecto, además del huerto, el hospital contaba con una la capilla -dedicada a Santa Bárbara, Santa Caterina y Santa Margarida- que estaba situada en la planta inferior, y en la que se dispusieron los enterramientos de generaciones posteriores de la familia Bou. En la misma planta inferior, se situaba también una estancia destinada a cocina y dispensario.               
Desde su fundación, la Administración estuvo en manos de la familia Bou. En un principio, gestionado por el propio fundador Pere Bou, tras su muerte -acaecida en 1399-, pasó a ser gestionado por su esposa Jaumeta Àguila, junto a su hijo, el caballero Guerau Bou i Àguila; posteriormente, tras la muerte de su madre, únicamente, por éste, y tras su fallecimiento, por sus sucesivos descendientes. Su gestión, fue alabada por sus coetáneos, como reconocía Pasqual Esclapers de Guilló, en su “Resumen Historial de la ciudad de Valencia” (1738), cuando apuntó que, el centro sanitario, había esquivado crisis y momentos difíciles porque siempre había contado con “hábiles Administradores” al frente.
Con los años, el Hospital quedó al margen de la unificación de centros sanitarios asistenciales que dieron como fruto al Hospital General de Valencia, y mantuvo su independencia de funcionamiento durante siglos, hasta bien entrado el siglo XIX. Después desapareció. En el solar que ocupó el hospital, entre finales del XIX y principios del XX, se construyó un teatro aprovechando parte de la antigua estructura, tal y como se recogía en la prensa de 1914, cuando un cronista del diario valenciano “Las Provincias”, reportaba en un artículo que, a la entrada del teatro, existía un curioso escudo en recuerdo a la existencia del centro hospitalario (“un escudo con un toro, que lleva en su cima una corona de marqués, y á la salida, por el lado izquierdo, una escalera festoneada y varias bóvedas de piedra, más propios de un castillo o palacio feudal del siglo XV, que de un moderno salón de espectáculos. Son los restos del Hospital de En Bou…”). Así se mantuvo durante décadas hasta que también, como teatro, desapareció, para ser sustituido por los actuales edificios de nueva construcción.